# Baritolamprofillite
La baritolamprofillite è un minerale appartenente al gruppo della lamprofillite.